# Bahnhof Reinsfeld

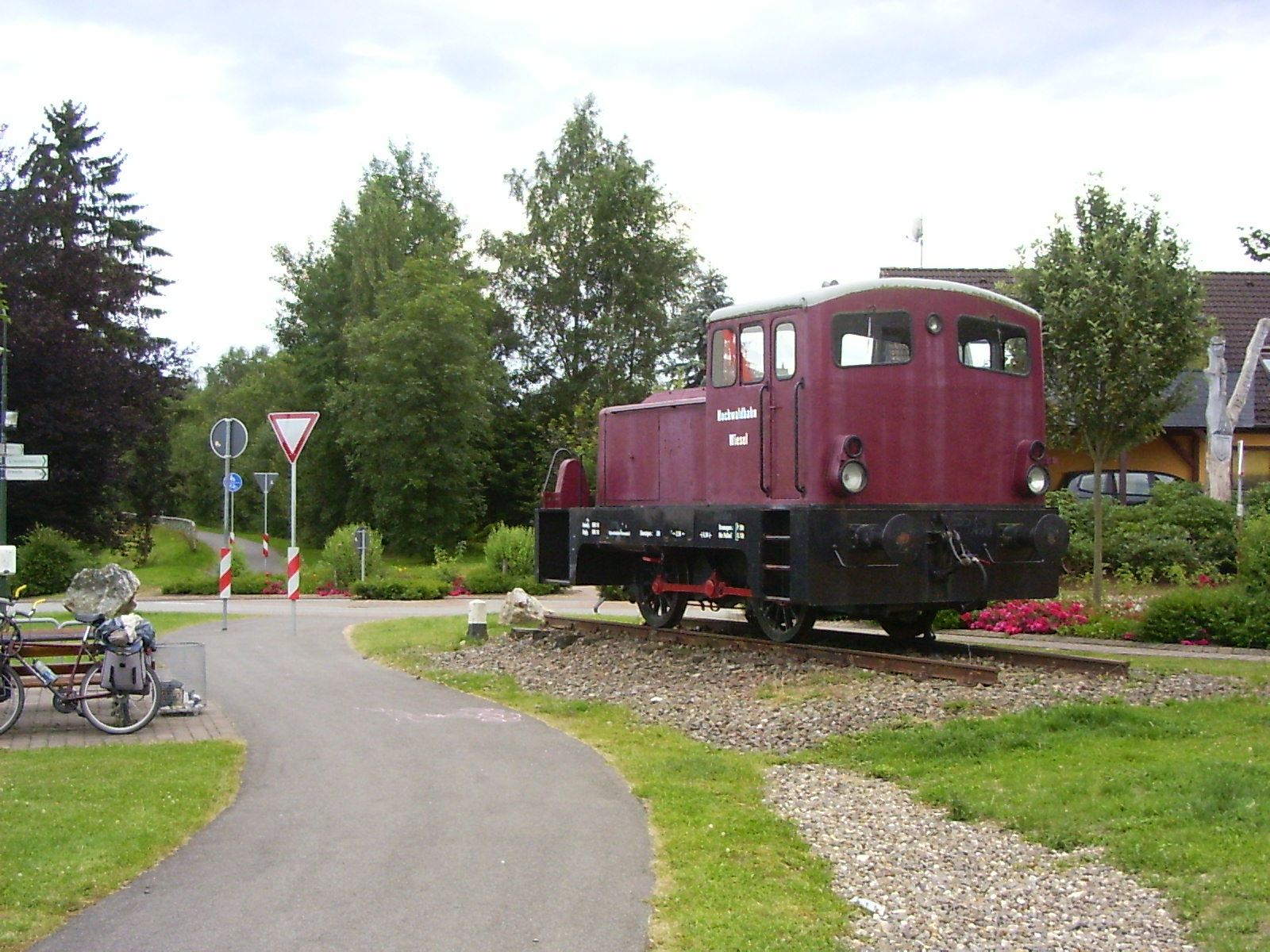
LKM V 10 B-Denkmallok am Radweg

Der Bahnhof Reinsfeld in der Gemeinde Reinsfeld im Landkreis Trier-Saarburg (Rheinland-Pfalz) war mit einer Höhenlage von 495 m über NN der höchstgelegene Bahnhof an der stillgelegten Hochwaldbahn. Heute verläuft dort der Ruwer-Hochwald-Radweg.
Am Bahnhofsgelände befindet sich eine LKM-Denkmallok vom Typ LKM V 10 B.

## Geschichte
Der Bahnhof wurde an der Hochwaldbahn zwischen Trier und Hermeskeil am 15. August 1889 eröffnet.
In der Nähe des Bahnhofes entstand 1896 ein Säge- und Imprägnierwerk durch Freiherr Alexander von Hammerstein, das sich ab 1911 auf die Herstellung von Bahnschwellen spezialisierte. Es existierte bis 1986.
Am 11. Januar 1930 ereignete sich am Reinsfelder Bahnhof eine spektakuläre Lokomotivexplosion (Kesselzerknall): Dadurch entgleisten die Lokomotive und der Postwagen eines Personenzuges. Der Heizer wurde leicht verletzt. Durch einen umgerissenen und mitgeschleiften Lichtmast wurde außerdem die Frau eines Bahnwärters beim Heraustreten aus dem Bahnwärterhäuschen getroffen, so dass sie sich beide Beine brach. Durch die Gewalt der Explosion wurden an den Häusern des in der Nähe des Bahnhofes gelegenen Dorfes Beschädigungen verursacht. Von den Reisenden wurde niemand verletzt.
Im Jahre 1981 wurde der Personenverkehr zwischen dem Bahnhof Pluwig und dem Bahnhof Hermeskeil eingestellt.
1989 wurde der planmäßige Güterverkehr eingestellt. Bis zur Gesamtstilllegung 1998 gab es noch Sonderfahrten und Museumsverkehr der Hochwaldbahn e. V. 2005/2006 wurde der Radweg auf der ehemaligen Bahntrasse fertiggestellt. In den 1980er Jahren war im Bahnhofsgebäude eine Diskothek. Der Bahnhof wird seit 2013 als Eventbahnhof genutzt.

## Bahnhofsanlagen
Der Bahnhof lag zwischen Trier Hauptbahnhof und dem Bahnhof Hermeskeil am Streckenkilometer 44,13 und verfügte über ein Stellwerk und mindestens fünf Gleise, darunter ein Freiladegleis (Gleis 1), ein Durchfahrgleis (Gleis 2), ein Überholungs- bzw. Kreuzungsgleis (Gleis 3) sowie weitere Ladegleise. Am Durchfahrgleis hielten die Personenzüge, das Freiladegleis diente hauptsächlich dem Güterverkehr. Aus Gleis 2 zweigte auch ein Gleis zur Firma Richtberg (vormals Hammerstein) ab.
Das Jüdel-Stellwerk existierte von 1914 bis 1988.
Das ehemalige Bahnhofsgelände liegt in der Nähe der Landesstraßen L 146 und L 148. Das Gebäude entstand um 1905.

## Weiterer Bahnhof
Ein weiterer Bahnhof auf der Gemarkung von Reinsfeld war der Bahnhof Pölert am Streckenkilometer 105,3 der Hunsrückquerbahn Langenlonsheim–Hermeskeil an der Gemarkungsgrenze zu Pölert und Rascheid.